# چانگتسه
چانگتسه (به لاتین: Changtse) یک کوه در چین است که در شیگاتسی واقع شده‌است. چانگتسه ۷٬۵۴۳ متر بالاتر از سطح دریا واقع شده‌است.